# Интегрин альфа-X
Интегрин альфа-X (αX, CD11c) — мембранный белок, гликопротеин из надсемейства интегринов, продукт гена ITGAX (CD11C), альфа-субъединица интегрина αXβ2, рецептора фибриногена. Ген был впервые клонирован в 1987 году. 

## Функции
Интегрин альфа-X/бета-2 (αXβ2) является рецептором для фибриногена. Распознаёт в последнем аминокислотную последовательность глицил-пролил-аргинин (G-P-R). Опосредует межклеточные взаимодействия в процессе воспалительной реакции. Играет важную роль в адгезии моноцитов и в хемотаксисе.
Взаимодействует с интегрином бета-2, образуя интегрин αXβ2.

## Структура
Интегрин альфа-X — крупный белок, состоит из 1144 аминокислоты, молекулярная масса белковой части — 127,8 кДа. N-концевой участок (1088 аминокислот) является внеклеточным, далее расположен единственный трансмембранный фрагмент и внутриклеточный фрагмент (35 аминокислот). Внеклеточный фрагмент включает 7 FG-GAP-повторов, VWFA-домен и от 1 до 8 участков N-гликозилирования. Цитозольный участок включает GFFKR-мотив. 
Интегрин альфа-L относится к интегринам с I-доменом (VWFA домен), которые не подвергаются ограниченному протеолизу в процессе созревания.

## Тканевая специфичность
Интегрин альфа-X экспрессирован преимущественно на моноцитах и гранулоцитах.

## См.также
- Интегрины
- Кластер дифференцировки